# Dendrobium rigidum
Dendrobium rigidum är en orkidéart som beskrevs av Robert Brown. Dendrobium rigidum ingår i släktet Dendrobium, och familjen orkidéer. Inga underarter finns listade i Catalogue of Life.